# حكماء اليونان السبعة
الحكماء اليونان السبعة هم:

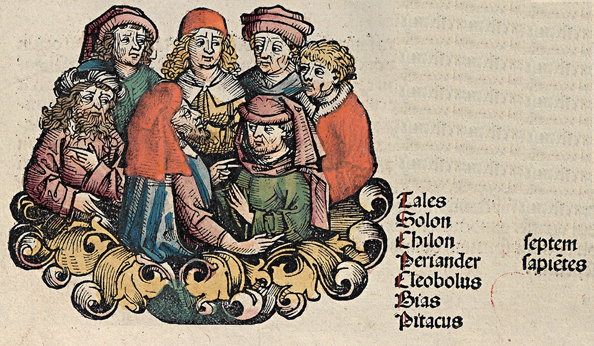

- سولون من أثينا - «لا تكثر من شيء».
- خيلون الاسبرطي - «اعرف نفسك».
- طاليس - «التأكد يجلب الخراب» - وكان طاليس في مقدمتهم.[1]
- بياس من برييني - «كثرة العمال تفسد العمل».
- كليوبولوس من لندوس - «كل اعتدال محمود».
- بيتاكوس من ميتيليني - «اعرف فرصتك».
- برياندر حاكم كورنث - «التبصر في كل شيء».[2] وقد وضع اخرون ابيمنيذس مكانه.[3]